# Raidāk (reka)
Reka Raidāk (bengalsko রায়ডাক নদী), imenovana tudi Wang Čhu ali Wong Čhu v Butanu, je pritok reke Brahmaputra in čezmejna reka. Teče skozi Butan, Indijo in Bangladeš.

## Potek

### Butan
Wang Čhu ali Raidāk izvira v Himalaji. V zgornjem toku je znana tudi kot Thimphu Čhu. Glavna reka je hiter potok, ki teče v strugi z velikimi balvani. Med Thimphujem in sotočjem z reko Paro Čhu, tok reke ni strogo omejen, vendar pa od sotočja dalje teče skozi ozko sotesko med zelo strmimi pečinami. Kasneje teče proti jugovzhodu skozi sorazmerno odprto dolino, njena struga pa je obdana z velikimi balvani, med katerimi se voda močno peni. Pridružuje se ji več manjših pritokov, ki tečejo iz bližnjih gora. Tik nad Rinpung Dzongom se od leve priključi precejšen dotok, Ta Čhu. Na zahodu v reko priteče Ha Čhu. Pri Tašičho dzongu je reka reke na približno 2121 m nad morjem, na točki izhoda v Dooarsu pa le 90 metrov. 

## Zahodna Bengalija in Bangladeš
Reka teče v ravninah v okrožju Džalpaiguri, nato skozi okrožje Cooč Behar v Zahodni Bengaliji. Raidāk se z Brahmaputro združi po 327 km v okrožju Kurigram v Bangladešu,  kjer se imenuje reka Dudhkumar.
Skupna dolžina glavne reke je 370 kilometrov, vendar skupaj s svojimi pritoki pokriva dolžino skoraj 610 kilometrov samo v Butanu. 

## Elektrarna Chukha
Projekt Chukha hydel 336 MW, ki izkorišča vode reke Wang Čhuja ali reke Raidak, je bil zgodovinsko eden največjih posamičnih naložb v Butanu in je predstavljal pomemben korak k izkoriščanju velikega hidroenergetskega potenciala države. Indija je zgradila na ključ, pri čemer je Indija zagotovila 60% kapitala v obliki nepovratnih sredstev in 40% posojila po zelo ugodnih pogojih. Indija v dogovoru prejme vso električno energijo, proizvedeno v okviru projekta, ki presega potrebe Butana po precej cenejših cenah kot indijski proizvodni stroški iz alternativnih virov. Stoji se med Thimphujem in indijsko mejo. V vasi Chimakoti je bil zgrajen 40 metrov preusmeritveni jez, 1,6 km gorvodno od sotočja rek Ti Čhu in Wong Chhu. Od jezu se je voda preusmerila skozi 6,5 kilometrov dolg predor s padcem več kot 300 metrov do energetske hiše Chukha 27°05′52″N 89°56′29″E / 27.09778°N 89.94139°E za proizvodnjo električne energije. Gradnja se je začela leta 1974 in končala leta 1986–88.

## Elektrarna Tala
Hidroelektrarna Tala je hidroelektrarna na reki Wang Čhu v okrožju Chukha, Butan. Postaja je sestavljena iz 92 metrov visokega gravitacijskega jezera, ki preusmerja vodo skozi 22 km dolg predor do elektrarne, ki vsebuje šest 170 megavatov Peltonovih turbinskih generatorjev. Jez Tala je približno 3 km dolvodno od energetske hiše Chukha.